# Москаленко Олена В'ячеславівна
Москаленко Оленя В'ячеславівна (нар. 7 листопада 1973) — професор, доктор юридичних наук, декан факультету менеджменту, адміністрування та права Державного біотехнологічного університету.

## Біографія
Олена В'ячеславівна народилася 7 листопада 1973 року у м. Харкові.
У 1995 році закінчила Харківський державний педагогічний університет ім. Г. С. Сковороди.
З 1995 по 1998 роки працювала викладачем кафедри українознавства Харківського автомобільно-дорожнього університету.
З 1998 по 2001 роки доцент кафедри педагогічного правознавства Харківського національного педагогічного університету ім. Г. С. Сковороди.
У 2000 році закінчила юридичний факультет Харківського державного педагогічного університету ім. Г. С. Сковороди.
У 2003 році захистила кандидатську дисертацію на тему «Аксіологічні основи формування загальної культури студентів вищах технічних навчальних закладів».
З 2005 по 2010 роки завідувачка кафедри кримінально-правових дисциплін Харківського державного педагогічного університету ім. Г. С. Скороводи.
У 2013 році захистила докторську дисертацію на тему «Принципи соціального страхування в сучасних умовах господарювання».
У 2014 році завідувачка кафедри державно-правових дисциплін та міжнародного права.
У 2015 році професор кафедри державно-правових дисциплін та міжнародного права Харківського державного педагогічного університету ім. Г. С. Сковороди.
У 2020 році закінчила Харківський національний технічний університет сільського господарства імені Петра Василенка.
З 2021 по теперішній час декан факультету менеджменту, адміністрування та права, професор кафедри права та європейської інтеграції за сумісництвом Державного біотехнологічного університету.

## Відзнаки та нагороди
- подяка МОН України

## Праці
Олена В'ячеславівна автор більш ніж 300 наукових праць, що опубліковані у вітчизняних і міжнародних рецензованих виданнях, з них 10 фахових статей у наукових виданнях, які входять до наукомеричної бази Scopus.
Основний напрям наукових досліджень: правове регулювання загальнообов'язкового державного соціального страхування.